# Saint-Vincent-de-Boisset
Saint-Vincent-de-Boisset este o comună în departamentul Loire din sud-estul Franței. În 2009 avea o populație de 889 de locuitori.

## Evoluția populației
| An        | 1975 | 1982 | 1990 | 1999 | 2006 | 2009 |
| --------- | ---- | ---- | ---- | ---- | ---- | ---- |
| Populație | 554  | 656  | 811  | 878  | 877  | 889  |